# Dientes de leche (cortometraje)
Dientes de leche, es un cortometraje estrenado en 2004 y dirigido por el irunés Claus Groten.

## Sinopsis
Al caer la noche, tres niños se colocan alrededor de una mesa con el fin de realizar un ritual de lo más siniestro, durante este, los niños van arrancándose sus dientes de leche mientras cuentan algunas de las cosas malas que han hecho sus padres.
A pesar de sus rostros infantiles y entrañables, los niños esconden unas intenciones de lo más terroríficas pero mezclando entre ellas pequeños detalles cómicos que nos harán sacar una sonrisa.

## Reparto
- Ainhoa Aierbe
- Álex Angulo
- Saioa Burutaran
- Manu Etxarri
- Víctor Groten
- Ander Pedraza
- Anartz Zuazua

## Premios
2005 - XV Festival Internacional de Cine Fantástico de Málaga - Mejor cortometraje